# Condado de Morgan (Ohio)
El condado de Morgan (en inglés: Morgan County), fundado en 1817, es uno de 92 condados del estado estadounidense de Ohio. En el año 2000, el condado tenía una población de 14,897 habitantes y una densidad poblacional de 14 personas por km². La sede del condado es McConnelsville. El condado recibe su nombre en honor a Daniel Morgan. 

## Geografía
Según la Oficina del Censo, el condado tiene un área total de 1,093 km², de la cual 1,082 km² es tierra y 11 km² (0.85%) es agua.

### Condados adyacentes
- Condado de Muskingum (norte)
- Condado de Noble (noreste)
- Condado de Washington (sureste)
- Condado de Athens (suroeste)
- Condado de Perry (oeste)

## Demografía
Según la Oficina del Censo en 2000, los ingresos medios por hogar en el condado eran de $28,868, y los ingresos medios por familia eran $34,973. Los hombres tenían unos ingresos medios de $30,411 frente a los $21,039 para las mujeres. La renta per cápita para el condado era de $13,967. Alrededor del 18.40% de la población estaban por debajo del umbral de pobreza.

## Municipalidades

### Villas
| - Chesterhill - Malta | - McConnelsville - Stockport |

### Áreas no incorporadas
- Rose Farm

### Municipios
El condado de Morgan está dividido en 15 municipios:
| - Bloom - Bristol - Center - Deerfield | - Homer - Malta - Manchester - Marion | - Meigsville - Morgan - Penn | - Union - Windsor - York |